# The Silver Lining: The Songs of Jerome Kern
The Silver Lining: The Songs of Jerome Kern è un album in studio collaborativo di Tony Bennett e Bill Charlap, pubblicato nel 2015.
Si tratta di un album tributo a Jerome Kern.

## Tracce
1. All The Things You Are – 4:37
2. Pick Yourself Up – 2:55
3. The Last Time I Saw Paris – 3:24
4. I Won't Dance – 3:12
5. Long Ago and Far Away – 3:23
6. Dearly Beloved – 3:29
7. The Song Is You – 3:55
8. They Didn't Believe Me – 4:49
9. I'm Old Fashioned – 2:45
10. The Way You Look Tonight – 2:54
11. Yesterdays – 3:30
12. Make Believe – 2:18
13. Nobody Else But Me – 2:40
14. Look for the Silver Lining – 2:36